# تايرا بانكس
تايرا لين بانكس (بالإنجليزية: Tyra Banks)‏، وُلدت في 4 ديسمبر 1973، هي شخصية بارزة في وسائل الإعلام الأمريكية، وممثلة، مغنية، عارضة أزياء، وسيدة أعمال. بدأت شهرتها في عواصم الموضة العالمية مثل باريس، ميلانو، لندن، طوكيو ونيويورك، حيث تألقت كعارضة أزياء على المستوى الدولي.
رغم نجاحها في مجال عروض الأزياء، إلا أن انطلاقتها الحقيقية نحو الشهرة الجماهيرية جاءت من خلال ظهورها على شاشة التلفزيون. فقد أسست وقدمت برنامج تلفزيون الواقع الشهير America's Next Top Model، الذي عُرض على شبكتي UPN وThe CW، وكان له دور في إعادة تعريف معايير الجمال وتسليط الضوء على الجمال الحقيقي بمختلف أشكاله.
إلى جانب ذلك، قدمت بانكس برنامجها الحواري The Tyra Banks Show، الذي ركّز على قضايا تهم الشباب، خاصة النساء، وكان بمثابة منصة لتقديم النصائح والمناقشات المتعلقة بالحياة اليومية، الموضة، العلاقات، والتنمية الذاتية.

## النشأة
وُلدت تايرا بانكس في مدينة إنجلوود بولاية كاليفورنيا، وهي الابنة الصغرى لكارولين، التي عملت مديرة أزياء ومصورة في وكالة "ناسا"، ودونالد بانكس، المستشار في مجال الكمبيوتر. انفصل والداها في عام 1980 عندما كانت في السادسة من عمرها، لكن العلاقة بينهما بقيت ودية، كما استمر التواصل القوي بينها وبين شقيقها الأكبر، ديفين بانكس، المولود عام 1968. لاحقًا، تزوجت والدتها كارولين من كليفورد جونسون.
تلقت بانكس تعليمها الإعدادي في مدرسة جون بوروز، ثم التحقت بمدرسة "القلب الطاهر" الثانوية في لوس أنجلوس، حيث تخرّجت عام 1991. وقد عُرضت عليها فرص للالتحاق بكليات مرموقة، من بينها جامعة جنوب كاليفورنيا وجامعة كاليفورنيا، لدراسة الإنتاج التلفزيوني.

## المسيرة المهنية

### عرض الأزياء
بدأت تايرا بانكس مسيرتها في عرض الأزياء أثناء دراستها في الصف الحادي عشر. لاحقًا، انتقلت إلى باريس، فرنسا، لتشارك في عروض الأزياء خلال أسبوع الموضة هناك. وقد لفتت الأنظار منذ أول أسبوع لها على منصات العرض، حيث أبهرت المصممين واختيرت للمشاركة في 25 عرض أزياء، وهو رقم قياسي بالنسبة لعارضة مبتدئة.
حققت بانكس نجاحًا كبيرًا في عالم الموضة، وتعاونت مع أبرز المصممين والعلامات التجارية، منهم: آنا سوي، شانيل، كريستيان ديور، دولتشي آند غابانا، دونا كاران، إيف سان لوران، مايكل كورز، نايكي، تومي هيلفيغر، فيكتوريا سيكريت، وأوسكار دي لا رنتا، إضافة إلى علامات تجارية كبرى مثل ماكدونالدز وبيبسي. كما ظهرت على أغلفة العديد من المجلات العالمية المرموقة مثل فوغ، هاربرز بازار، كوزموبوليتان، وإيل.
دخلت التاريخ بصفتها أول امرأة أمريكية من أصول أفريقية تظهر على غلاف مجلة GQ، وكذلك على الغلاف الخاص بملابس السباحة لمجلة Sports Illustrated. وفي عام 1997، حصلت على جائزة "أفضل عارضة أزياء لهذا العام" من قناة VH1. وفي العام نفسه، أصبحت أول عارضة أمريكية من أصل أفريقي تظهر على غلاف كتالوج فيكتوريا سيكريت.
في مايو 2005، أعلنت بانكس اعتزالها عرض الأزياء بعد مشاركتها في آخر عرض لـفيكتوريا سيكريت، لتتفرغ للعمل في مجال التلفزيون والإعلام.
إلى جانب مهنتها في عروض الأزياء، أصدرت تايرا بانكس في عام 1998 كتابًا بعنوان جمال تايرا: من الداخل والخارج، والذي قُدّم كمصدر لإلهام النساء وتشجيعهن على إبراز جمالهن الطبيعي بأقصى طاقته.

### الانتقال إلى التلفزيون والسينما
بدأت تايرا بانكس مسيرتها في التلفزيون من خلال مشاركتها في الموسم الرابع من المسلسل الشهير الأمير الجديد من بيل إير، حيث أدّت دور "جاكي أميس"، الصديقة القديمة للشخصية الرئيسية التي يؤديها ويل سميث. ظهرت بانكس في سبع حلقات من هذا المسلسل، كما شاركت في عدد من الأعمال التلفزيونية الأخرى لاحقًا.
واصلت بانكس توسيع حضورها في المجال التلفزيوني، فأصبحت مقدّمة ومنتجة تنفيذية لبرنامج تلفزيون الواقع الشهير America's Next Top Model على شبكة CW، وهو البرنامج الذي ساعد في اكتشاف العديد من عارضات الأزياء وحقق نجاحًا واسعًا.
إلى جانب ذلك، قدمت برنامجها الحواري The Tyra Banks Show، الذي استهدف النساء من الفئة العمرية الشابة. انطلق البرنامج لأول مرة في 12 سبتمبر 2005، وتميّز بتقديم قصص واقعية من حياة الناس، بالإضافة إلى استضافة المشاهير وتقديم نصائح في مجالات الموضة، والعلاقات، وغيرها من المواضيع الاجتماعية. تم تصوير الموسمين الأولين من البرنامج في مسقط رأسها لوس أنجلوس، ثم نُقل موقع التصوير إلى مدينة نيويورك ابتداءً من موسم خريف 2007. وفي عام 2008، فازت بانكس بجائزة إيمي داي تايم عن عملها كمقدمة ومنتجة للبرنامج.
وفي يناير 2008، منحتها شبكة CW الضوء الأخضر لإطلاق برنامج جديد من نوع تلفزيون الواقع بعنوان Stylista، الذي يدور حول عالم مجلات الموضة، وقد عُرض لأول مرة في 22 أكتوبر 2008.
على صعيد التمثيل، أدّت بانكس دور البطولة في فيلم Higher Learning عام 1994، ثم شاركت لاحقًا إلى جانب ليندسي لوهان في فيلم قناة ديزني Life-Size، حيث جسدت شخصية دمية تُدعى "إيف". ومن الأدوار التلفزيونية الأخرى التي أدّتها، ظهورها في الموسم الثالث من مسلسل فتاة النميمة (Gossip Girl)، حيث لعبت دور "أورسولا نايكست" في الحلقة الرابعة من ذلك الموسم.

### مجال الموسيقى
ظهرت تايرا بانكس في عدد من الفيديوهات الموسيقية الشهيرة، من أبرزها مشاركتها في فيديو "Black or White" للنجم مايكل جاكسون، وفيديو "Love Thing" لتينا تيرنر، بالإضافة إلى "Trife Life" لفرقة موب ديب، و"Too Funky" لجورج مايكل، حيث ظهرت إلى جانب العارضة الشهيرة ليندا إيفانجيليستا.
في عام 2004، أطلقت بانكس أول أغنية منفردة لها بعنوان "Shake Ya Body"، وقد عُرض الفيديو لأول مرة على قناة UPN ضمن برنامج America's Next Top Model. إلا أن الأغنية لم تحقق النجاح المتوقع. ورغم ذلك، صرّح المنتج الموسيقي الشهير رودني جيركنز في مقابلة مع مجلة Jet عام 2004 بأن بانكس "تمتلك المقومات التي تؤهلها لتجاوز هذه التجربة".
كما شاركت في أغنية بعنوان "K.O.B.E." بالتعاون مع نجم كرة السلة كوبي براينت، وقد قدماها معًا على الهواء خلال فعاليات الدوري الأميركي للمحترفين (NBA). وأدّت بانكس أيضًا أغنية "Be A Star" في فيلم قناة ديزني الأصلي Life-Size. بالإضافة إلى ذلك، أُتيحت لها الفرصة لغناء شارة برنامج America's Next Top Model، الذي كانت تقدمّه وتنتجه.

## وصلات خارجية
- تايرا بانكس على موقع IMDb (الإنجليزية)
- تايرا بانكس على موقع الموسوعة البريطانية (الإنجليزية)
- تايرا بانكس على موقع روتن توميتوز (الإنجليزية)
- تايرا بانكس على موقع ألو سيني (الفرنسية)
- تايرا بانكس على موقع ميوزك برينز (الإنجليزية)
- تايرا بانكس على موقع أول موفي (الإنجليزية)
- تايرا بانكس على موقع قاعدة بيانات الأفلام السويدية (السويدية)
- تايرا بانكس على موقع إن إن دي بي (الإنجليزية)
- تايرا بانكس على موقع ديسكوغز (الإنجليزية)
- تايرا بانكس على موقع قاعدة بيانات الفيلم (الإنجليزية)
- موقع تايرا بانكس
- صحيفة نيويورك تايمز  لمحة / مقابلة